# Miednik (Mazovie)
Pour les articles homonymes, voir Miednik.
Miednik (prononciation : [ˈmjɛdnik]) est un village polonais situé dans la gmina de Stoczek dans le powiat de Węgrów et en voïvodie de Mazovie dans le centre-est de la Pologne.
Ce village se trouve à environ 3 kilomètres au sud-est de Stoczek, 16 kilomètres au nord de Węgrów (chef-lieu du powiat) et à 74 kilomètres au nord-est de Varsovie (capitale de la Pologne).
Le village a une population de 47 habitants en 2008

## Histoire
De 1975 à 1998, le village appartenait administrativement à la voïvodie de Siedlce.